# Estádio Inácio José Feitosa
O Estádio Inácio José Feitosa, apelidado como Feitosão, é um estádio brasileiro do estado da Paraíba, localizado no município de Monteiro. Atende a Socremo, e sua capacidade é de 4.000 pessoas. Foi também usado pelo Ouro Velho, clube do município homônimo, entre 1995 e 1996.